# Anne Freytag
Anne Freytag (geboren 1982 in München) ist eine deutsche Schriftstellerin.

## Leben
Anne Freytag studierte International Management und arbeitete nach dem Abschluss als Grafikdesignerin und Desktop-Publisherin. Sie schreibt seither Erwachsenen- und All-Age-Romane. Freytag, die mit ihrem Mann in München lebt, publizierte auch unter den Pseudonymen Anne Sonntag und Ally Taylor.

## Werke (Auswahl)

### Freytag Literatur
- Irgendwo dazwischen. München, 2013[3]
- Renate Hoffmann. 2013, ISBN 978-1-4840-9720-5
- 434 Tage. München, 2013[4]

### Romance
- Anne Sonntag: Eigentlich Liebe. Piper, München/Zürich 2014, ISBN 978-3-492-30586-0.
- Ally Taylor: Make it Count – Gefühlsgewitter. Knaur, München 2015, ISBN 978-3-426-51811-3.
- Ally Taylor: Make it Count – Dreisam. Knaur, München 2016, ISBN 978-3-426-51813-7.
- Ally Taylor: New York Diaries – Claire. Knaur, München 2016, ISBN 978-3-426-51939-4.
- Ally Taylor: New York Diaries – Phoebe. Knaur, München 2017, ISBN 978-3-426-43976-0.

### Jugendromane
- Mein bester letzter Sommer. Heyne, München 2016, ISBN 978-3-453-27012-1.
- Den Mund voll ungesagter Dinge. Heyne, München 2017, ISBN 978-3-453-27103-6.
- Nicht weg und nicht da. Heyne, München 2018, ISBN 978-3-453-27159-3.
- Mein Leben basiert auf einer wahren Geschichte. Heyne, München 2019, ISBN 978-3-453-27194-4.
- Das Gegenteil von Hasen. Heyne, München 2020, ISBN 978-3-453-27280-4.
- Vom Mond aus betrachtet, spielt das alles keine Rolle. ONE Verlag, Köln 2023, ISBN 978-3-8466-0190-7.

### Spannungsromane
- Aus schwarzem Wasser. dtv, München 2020, ISBN 978-3-423-23019-3.
- Reality Show. dtv, München 2021, ISBN 978-3-423-26303-0.
- Mind Gap. dtv, München 2023, ISBN 978-3-423-26337-5.
- Blaues Wunder. Kampa, Zürich 2025, ISBN 978-3-311-10145-1

## Hörbücher
- 434 Tage. Freytag Literatur, 2015[6]
- Mein bester letzter Sommer. Audible, 2019[6]
- Den Mund voll ungesagter Dinge. Audible, 2019[6]
- Nicht weg und nicht da. Audible, 2019[6]
- Mein Leben basiert auf einer wahren Geschichte. Audible, 2019[6]
- Das Gegenteil von Hasen. Miss Motte Audio, 2020[6]
- Aus schwarzem Wasser. Der Audio Verlag, 2020[7]
- Reality Show. Der Audio Verlag, 2021[8]
- Mind Gap. USM Audio, 2023[9]
- Vom Mond aus betrachtet, spielt das alles keine Rolle. Lübbe Audio, 2023[10]
- Lügen, die wir und erzählen. SAGA Egmont, 2024[11]

## Auszeichnungen
- 2016 Preisträger LovelyBooks Leserpreis Silber in der Kategorie Jugendbuch für Mein bester letzter Sommer
- 2017 Nominierung für den Deutschen Jugendliteraturpreis für Mein bester letzter Sommer[12]
- 2017 Nominierung für den Landshuter Jugendbuchpreis für Mein bester letzter Sommer
- 2017 LovelyBooks Leserpreis Gold in der Kategorie Bester Buchtitel für Den Mund voll ungesagter Dinge
- 2018 Nominierung für den Bad Harzburger Jugendliteraturpreis „Eselsohr“ für Den Mund voll ungesagter Dinge
- 2018 Nominierung für den Deutschen Jugendliteraturpreis für Den Mund voll ungesagter Dinge[13]
- 2018 Die besten 7 Bücher für junge Leser im Monat Juni 2018 für Nicht weg und nicht da (Deutschlandfunk)[14]
- 2018 Nominierung für Buxtehuder Bulle für Nicht weg und nicht da[15]
- 2018 Bayerischer Kunstförderpreis in der Sparte Literatur für Nicht weg und nicht da[16]
- 2018 Favorit der Leipziger Jugend-Literatur-Jury für Nicht weg und nicht da
- 2019 Nominierung DeLia Jugendliteraturpreis für Nicht weg und nicht da[17]
- 2020 Nominierung DeLia Jugendliteraturpreis für Mein Leben basiert auf einer wahren Geschichte[18]
- 2020 Preisträger LovelyBooks Leserpreis Bronze in der Kategorie Krimi & Thriller für Aus schwarzem Wasser[19]
- 2020 Salon5 Jugendbuchpreis für Nicht weg und nicht da[20]
- 2020 Siegertitel der JungeMedienJury in der Kategorie Jugendbuch für Das Gegenteil von Hasen[21]
- 2021 Phantastik Bestenliste Januar 2021 für Aus schwarzem Wasser[22]
- 2021 Phantastik Bestenliste Februar 2021 für Aus schwarzem Wasser[23]
- 2021 Nominierung DeLia Jugendliteraturpreis für Das Gegenteil von Hasen[24]
- 2021 Favorit der Leipziger Jugend-Literatur-Jury für Aus schwarzem Wasser[25]
- 2021 Nominierung für den Phantastik-Preis der Stadt Wetzlar für Aus schwarzem Wasser[26]
- 2024 RSM Ebner Stolz Wirtschaftskrimipreis 2024 für Mind Gap[27]